# Barrière de McMurdo

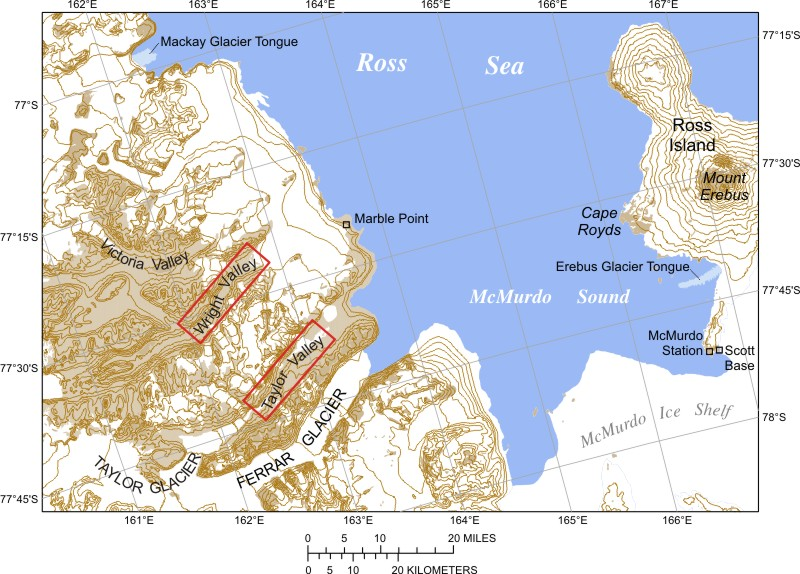
Cartographie où est représentée la barrière de McMurdo.

La barrière de McMurdo est une partie de la barrière de Ross bordée par le détroit de McMurdo et l'île de Ross au nord et Minna Bluff au sud. Des recherches ont prouvé que cette barrière possède des caractéristiques qui la différencient de la barrière de Ross et mérite donc d'être connue sous un autre nom, en tant qu'élément distinct de la géographie de la région. C'est le scientifique A. J. Heine, faisant des recherches en 1962-63, qui choisit le nom pour cette barrière, délimitée par l'île de Ross, la péninsule de Brown, l'île Black et l'île White. L'Advisory Committee on Antarctic Names étend ensuite le territoire recouvert par ce nom jusqu'à Minna Bluff au sud.